# Urelement
Urelement är ett begrepp inom mängdteorin. Det är ett objekt som kan ingå som element i mängder, men som själv inte är en mängd. Eftersom ett urelement inte är en mängd kan det inte ha några egna element.Det användes bland annat av Ernest Zermelo i hans tidiga beskrivning av mängdteorin. I "normala" mängdteorier, som till exempel ZFC, bortser man från urelement. Det blir bara krångligt att ta hänsyn till dem och dessutom kan nästan alla matematiska begrepp ändå reduceras till just mängder.